# Isatis hirtocalyx
Isatis hirtocalyx är en korsblommig växtart som beskrevs av Adrien René Franchet. Isatis hirtocalyx ingår i släktet vejdar, och familjen korsblommiga växter. Inga underarter finns listade i Catalogue of Life.